# Линия Хандзомон (Tokyo Metro)
Линия Хандзомон (яп. 半蔵門線 хандзо:мон сэн) — одна из линий Токийского метрополитена, относится к сети Tokyo Metro.
Полное название — Линия 11: Хандзомон (яп. 11号線半蔵門線 дзю:итиго: сэн хандзо:мон сэн). Протяжённость составляет 16,8 км.
На картах, схемах и дорожных указателях линия изображена пурпурным цветом, а её станции пронумерованы с использованием значка .

## Станции
Все станции расположены в Токио.
| Номер станции | Станция          | Японское название | Расстояние (км) | Расстояние (км) | Пересадки | Расположение |
| Номер станции | Станция          | Японское название | Между станциями | Всего           | Пересадки | Расположение |
| ------------- | ---------------- | ----------------- | --------------- | --------------- | --- | ------------ |
| Z-01          | Сибуя            | 渋谷              | -               | 0.0             | Линия Дэнъэнтоси (сквозное сообщение до станций Нагацута и Тюо-Ринкан), Линия Тоёко Линия Фукутосин (F-16), Линия Гиндза (G-01) Линия Яманотэ, Линия Сайкё, Линия Сёнан-Синдзюку Линия Инокасира | Сибуя        |
| Z-02          | Омотэсандо       | 表参道            | 1.3             | 1.3             | Линия Тиёда (C-04), Линия Гиндза (G-02) | Минато       |
| Z-03          | Аояма-Иттёмэ     | 青山一丁目        | 1.4             | 2.7             | Линия Гиндза (G-04) Линия Оэдо (E-24) | Минато       |
| Z-04          | Нагататё         | 永田町            | 1.4             | 4.1             | Линия Юракутё (Y-16), Линия Намбоку (N-07) Линия Маруноути (Акасака-Мицукэ) (M-13), Линия Гиндза (Акасака-Мицукэ) (G-05)                                                                         | Тиёда        |
| Z-05          | Хандзомон        | 半蔵門            | 1.0             | 5.1             | | Тиёда        |
| Z-06          | Кудансита        | 九段下            | 1.6             | 6.7             | Линия Тодзай (T-07) Линия Синдзюку (S-05) | Тиёда        |
| Z-07          | Дзимботё         | 神保町            | 0.4             | 7.1             | Линия Мита (I-10), Линия Синдзюку (S-06) | Тиёда        |
| Z-08          | Отэмати          | 大手町            | 1.7             | 8.8             | Линия Маруноути (Tokyo Metro) (M-18), Линия Тиёда (C-11), Линия Тодзай (T-09) Линия Мита (I-09)                                                                                                  | Тиёда        |
| Z-09          | Мицукосимаэ      | 三越前            | 0.7             | 9.5             | Линия Гиндза (G-12) Линия Собу (Скорая) (Син-Нихомбаси) | Тюо          |
| Z-10          | Суйтэнгумаэ      | 水天宮前          | 1.3             | 10.8            | | Тюо          |
| Z-11          | Киёсуми-Сиракава | 清澄白河          | 1.7             | 12.5            | Линия Оэдо (E-14) | Кото         |
| Z-12          | Сумиёси          | 住吉              | 1.9             | 14.4            | Линия Синдзюку (S-13) | Кото         |
| Z-13          | Кинситё          | 錦糸町            | 1.0             | 15.4            | Линия Собу (Скорая), Линия Тюо-Собу | Сумида       |
| Z-14          | Осиагэ           | 押上              | 1.4             | 16.8            | Линия Скайтри (Тобу) (до станций Тобу-Добуцукоэн, Куки на линии Исэсаки и Минами-Курихаси на линии Никко) Линия Асакуса (A-20) Линия Осиагэ                                                      | Сумида       |

1. ↑  Станция используется линиями Tokyo Metro и Tokyu Corporation; Tokyu Corporation управляет станцией.
2. ↑  Станция используется линиями Tokyo Metro и Tobu Railway; Tokyo Metro управляет станцией.

1. ↑  Tokyo Metro station ridership in 2017 Архивная копия от 16 июля 2023 на Wayback Machine Источник: Tokyo Metro Дата обращения: 8 апреля 2024.